# Dori (ciudad)
Dori es una ciudad del noreste de Burkina Faso (África). 

## Ubicación
Se localiza a 14,03ºN O,03ºW. Dori es la capital de la región del Sahel. El principal grupo étnico es el Fula (Fulani).

## Minas
En 2004, se propuso conectar las minas de manganeso con los puertos marítimos de Ghana por tren.
- Datos: Q999493
- Multimedia: Dori / Q999493